# Jennifer Braun
Jennifer Braun (født 27. april 1991) er en tysk sanger, der kom på andenpladsen ved talentshowet Unser Star für Oslo, Tysklands nationale udvælgelsesprogram for Eurovision Song Contest 2010. Hun fik sit første store hit i i 2010 med sangen "I Care for You". Braun blev udvalgt som en af de tyve der gik videre blandt de 4.500 personer der mødte op til castingen.
Ved semifinalen sang Braun sangene, "Heavy Cross" af The Gossip og Christina Aguileras "Hurt". Jurypanelet roste hende for sin kraftfulde stemme og hendes tillid ved forestillingerne. Ved finalen den 12. marts 2010, sang hun tre sange specielt indsendt til konkurrencen: "Bee", "Satellite" og "I Care for You". Gennem en sms-afstemning udvalgte publikum "I Care for You" til at være hendes sang ved Eurovision i tilfælde af, at hun skulle vinde. Hun måtte dog se sig slået ved den endelige afstemning mod Lena Meyer-Landrut, som var den største favorit til at vinde Unser Star für Oslo lige siden starten af showet.
Jennifer Braun synger i sit egen band Rewind og optrædte bl.a. ved den officielle Eurovision-fæst på NDR og i ZDF's Fernsehgarten.